# Karl T.
 (décembre 2012).
Si vous disposez d'ouvrages ou d'articles de référence ou si vous connaissez des sites web de qualité traitant du thème abordé ici, merci de compléter l'article en donnant les références utiles à sa vérifiabilité et en les liant à la section « Notes et références ».
Karl T., de son vrai nom Karl Tollet, est un dessinateur de bande dessinée français.

## Biographie
Après avoir obtenu son baccalauréat, série C (scientifique), Karl Tollet, originaire de la région Nord-Pas-de-Calais (aujourd'hui région des Hauts-de-France), se rend en Belgique, à Bruxelles, où il s'inscrit aux cours de graphisme, option BD, de l'Institut Saint-Luc de Bruxelles. Il termine son service militaire en 1995. Après avoir travaillé quelque temps dans la publicité, la communication et l'illustration, il signe son premier album de bande dessinée, sur un scénario de Jean Wacquet, S.C.A.L.P., dont le premier tome est publié aux éditions Le Téméraire, au sein desquelles Jean Wacquet est directeur de collection, en janvier 1999. Après l'arrêt des éditions Le Téméraire, la série est reprise par les éditions Soleil Productions, au sein desquelles Jean Wacquet vient d'arriver comme directeur de collection. Le premier tome est réédité en octobre 2000 en même temps que la parution du tome 2. Cette première expérience reste inaperçue. Après un passage à vide, Tollet rencontre, par l'intermédiaire d'Éric Hérenguel, le scénariste Damien Marie avec lequel il entame une collaboration pour plusieurs séries comme La Cuisine du diable, Dieu, Thérèse Dragon, La Poussière des Anges.

## Œuvres

### Albums
- S.C.A.L.P., scénario de Jean Wacquet

1. Little boy, Le Téméraire, collection Griffe, 1999 (DL 01/1999)  (ISBN 2-84399-027-0), réédition Soleil Productions, grand format, 2000 (DL 10/2000)  (ISBN 2-87764-998-9)
2. Ragnarok zen, Soleil Productions, grand format, 2000 (DL 10/2000)  (ISBN 2-87764-999-7) (BNF 37678065)

- La Cuisine du diable, scénario de Damien Marie, Vents d'Ouest, collection Turbulences[4]

1. Le Déjeuner des ogres, 2004  (ISBN 2-7493-0123-8) (BNF 39981254)
2. Le Festin des monstres, 2005  (ISBN 2-7493-0203-X)[5] (BNF 40099669)
3. La Part des chiens, 2007  (ISBN 978-2-7493-0304-8)[6] (BNF 41006313)
4. Le Ventre de la bête, 2008  (ISBN 978-2-7493-0378-9)[7] (BNF 41210670)

- Dieu, scénario de Damien Marie, Dupuis, collection Grand Public

1. À Corps perdu, 2010  (ISBN 978-2-8001-4379-8) (BNF 42276547)
2. À Cœur ouvert, 2010  (ISBN 978-2-8001-4710-9) (BNF 42276552)

- La Poussière des Anges, scénario de Damien Marie, Vents d'Ouest, collection Turbulences

1. Blanche neige, 2011  (ISBN 978-2-7493-0605-6)[8] (BNF 42523397)
2. Cendres, 2012  (ISBN 978-2-7493-0650-6) (BNF 42678388)

- Thérèse Dragon, scénario de Damien Marie, Vents d'Ouest

1. Récit de campagnes napoléoniennes, janvier 2014  (ISBN 978-2-7493-0697-1)[9]

- L'Art du crime, tome 5 : Le Rêve de Curtis Lowell, scénario Olivier Berlion , 48 pages, grand format, Glénat, 2017  (ISBN 978-2-344-00505-7) (BNF 45275137)
- 300 grammes[10] (dessin), scénario Damien Marie, éd. Kamiti, 2020

## Prix
- 2006 : meilleur album au salon de la littérature policière Polar & Co, avec Damien Marie, pour La cuisine du diable, vol. 2 : Le festin des monstres[11].